# Wolfgang Brandstetter
Wolfgang Brandstetter, né le 7 octobre 1957 à Haag, est un homme d'État autrichien. Il est ministre fédéral de la Justice depuis le 15 décembre 2013 et vice-chancelier depuis le 17 mai 2017.

## Biographie

### Formation et vie professionnelle
Il étudie le droit, l'anglais et le russe, passant son doctorat en 1980. Il travaille ensuite comme assistant à l'Institut de droit pénal et criminologie de l'université, puis il obtient en 1991 son habilitation à diriger des recherches.
Il enseigne alors à l'université de Graz, l'université Masaryk de Brno et l'université Jagellonne de Cracovie. Il rejoint l'université de Linz en 1997, puis celle de Vienne un an plus tard.

### Parcours politique
Bien qu'il soit indépendant de tout parti politique, il est proposé par le Parti populaire autrichien (ÖVP) pour occuper le poste de ministre fédéral de la Justice dans le second gouvernement de grande coalition dirigé par le chancelier social-démocrate Werner Faymann. Il entre en fonction le 15 décembre 2013.
Membre de l’entourage direct du chancelier Sebastian Kurz, il est incriminé dans une enquête de la justice autrichienne concernant des soupçons de corruption pesant sur le gouvernement. Il démissionne de la Cour constitutionnelle en juin 2021 à la suite de la publication dans la presse d'échanges avec un ancien procureur dans lesquels ils critiquent durement l’institution, la jugeant trop à gauche.